# Kamień 1000-lecia w Sanoku
Pomnik 1000-lecia w Sanoku – pomnik w Sanoku, znajdujący się przy ulicy Grzegorza z Sanoka, tuż obok budynku Ramerówka na małym skwerze (na początku XX wieku zwanym Plac Marii).
Inskrypcja na pomniku brzmi „Tysiąc lat państwa Polskiego. Osiemset lat Sanoka 1960”. Pomiędzy wersami znajduje się piastowski orzeł polski bez korony.
Pierwotnie w 1950 roku władze miasta zdecydowały zorganizować uroczystości 800-lecia Sanoka (jako że pierwsza wzmianka o nim pochodzi z 1150 roku). Został powołany Komitet obchodów. Po 10 latach nastąpiły faktyczne obchody 800-lecia miasta w powiązaniu z 1000-leciem Państwowości Polski. Wówczas na czele komitetu obchodów stanął Jan Świerzowicz. 
Główne obchody miały miejsce 24 kwietnia 1960 roku i w tym dniu nastąpiło uroczyste odsłonięcie pomnika (dokonał tego Władysław Kruczek, I sekretarz KW PZPR w Rzeszowie) i Franciszek Kiełbicki, sekretarz Prezydium Wojewódzkiej Rady Narodowej w Rzeszowie).
Kamień, z którego wykonano pomnik, został podarowany przez Zofię Skołozdro, dyrektor Liceum Żeńskiego. W czasie II wojny światowej wykorzystywany był jako blat stołu służącego do formowania cukierków w fabryce (mieszczącej się przy ulicy Kochanowskiego 4), będącej miejscem kontaktów konspiracyjnych. Autorami projektu pomnika byli Kazimierz Florek i inż. Edmund Królicki, zaś wykonawcą Stanisław Jan Piątkiewicz.